# Aleksander Mavrocordat I
Aleksander Mavrocordat I (rum. Alexandru I Mavrocordat; ur. 1742, zm. 1812) – hospodar Mołdawii, w latach 1782–1785, z rodu Mavrocordat.
Był synem hospodara Konstantyna Mavrocordata. Nazywany był "Szalonym Księciem" (tur. Deli-bei, rum. Deliberiu). Z wielką zajadłością tępił nadużycia w handlu, co wywołało liczne skargi kupców i bojarów i było powodem usunięcia go z tronu przez Wysoką Portę.